# Scirpophaga bisignatus
Scirpophaga bisignatus là một loài bướm đêm trong họ Crambidae.